# Asociación Latinoamericana de Sociología
Die Asociación Latinoamericana de Sociología (span.) bzw. Associação Latino-americana de Sociologia (port.) (ALAS) ist ein lateinamerikanischer Soziologenverband und wurde 1950 während des ersten Weltkongresses der International Sociological Association in Zürich gegründet. Er ist als Verband Mitglied der International Sociological Association (ISA).
Neben den Kongressberichten veröffentlicht die ALAS die periodischen Boletín ALAS (Nr. 1, 2008ff, als Digitalisate), die Revista ALAS und ab 2009 die Controversias y Concurrencias Latinoamericanas.

## Kongresse
- I – Buenos Aires, (Argentinien) – 1951
- II – Rio de Janeiro (Brasilien) – 1953
- III – Quito (Ecuador) – 1955
- IV – Santiago de Chile (Chile) – 1957
- V – Montevideo (Uruguay) – 1959
- VI – Caracas (Venezuela)- 1961
- VII – Bogotá (Kolumbien) – 1964
- VIII – San Salvador (El Salvador) – 1967
- IX – Mexiko-Stadt (Mexiko) – 1969
- IX – Santiago de Chile (Chile) – 1972
- X – San José (Costa Rica) – 1974
- XI – Quito (Ecuador) – 1977
- XII – Panama-Stadt (Panama) – 1979
- XIII – San Juan (Puerto Rico) – 1981
- XV – Managua (Nicaragua) – 1983
- XVI – Rio de Janeiro (Brasilien) – 1985
- XVII – Montevideo (Uruguay) – 1987
- XVIII – Havanna (Kuba) – 1991
- XIX – Caracas (Venezuela) – 1993
- XX – Mexiko-Stadt (Mexiko) – 1995
- XXI – São Paulo (Brasilien) – 1997
- XXII – Concepción (Chile) – 1999
- XXIII – Guatemala (Guatemala) – 2001
- XXIV – Arequipa (Perú) – 2003
- XXV – Porto Alegre (Brasilien) – 2005: Desarrollo, crisis y democracia en América Latina. Participación, movimientos sociales y teoría sociológica
- XXVI – Guadalajara (Mexiko) – 2007: Latinoamérica en y desde el Mundo. Sociología y Ciencias Sociales ante el Cambio de Época: Legitimidades en Debate
- XXVII – Buenos Aires (Argentinien) – 2009: Latinoamérica Interrogada
- XXVIII – Recife (Brasilien) – 2011: Fronteras Abiertas de América Latina
- XXIX – Santiago de Chile, (Chile) – 2013: Crisis y Emergencias Sociales en América Latina
- XXX – Costa Rica – 2015: Pueblos en movimiento: un nuevo diálogo en las ciencias sociales
- XXXI – Montevideo (Uruguay) – 2017: Las encrucijadas abiertas de América Latina. La sociología en tiempos de cambio
- XXXII – Lima (Peru) – 2019: Hacia un Nuevo Horizonte de Sentido Histórico de una Civilización de Vida

## Liste der ehemaligen ALAS-Präsidenten
- Alfredo Poviña (1951–1953, Argentinien)
- Manuel Diegues Junior (1953–1959, Brasilien)
- Isaac Ganón (1959–1969, Uruguay)
- Pablo González Casanova (1969–1971, Mexiko)
- Clodomiro Almeyda (1971–1974, Chile)
- Daniel Camacho (1974–1977, Costa Rica)
- Marco A. Gandásegui (1977–1979, Panama)
- Denis Maldonado (1979–1981, Puerto Rico)
- Agustín Cueva (1981–1985, Ecuador)
- Theotônio dos Santos (1985–1988, Brasilien)
- Geronimo de Sierra (1988–1991, Uruguay)
- Luis Suárez Salazar (1991–1993, Kuba)
- Heinz Sonntag (1993–1995, Venezuela)
- Raquel Sosa Elízaga (1995–1997, Mexiko)
- Emir Sader (1997–1999, Brasilien)
- Eduardo Aquevedo Soto (1999–2001, Chile)
- Eduardo Vélasquez (2001–2003, Guatemala)
- Jordán Rosas Valdívia (2003–2005, Peru)
- José Vicente Tavares dos Santos (2005–2007, Brasilien)
- Jaime Preciado Coronado (2007–2009, Peru)
- Alberto Leonardo Bialakowsky (2009–2011, Argentinien)
- Paulo Henrique Martins (2011–2013, Brasilien)
- Marcelo Arnold-Cathalifaud (2013–2015, Brasilien)
- Nora Garita Bonilla (2015–2017, Costa Rica)
- Ana Rivoir (2017–2019, Uruguay)
- Jaime Ríos Burga (2019–2021, Peru)[3]